# نوكيا 6700 سلايد
نوكيا 6700 سلايد (بالإنجليزية: Nokia 6700 slide)‏ هو هاتف محمول من نوكيا يعمل بنظام سيمبيان.

## الخصائص
- نظام التشغيل: سيمبيان
- الوزن: 110 غ (0.24 رطل)
- الذاكرة: 128 ميجابايت